# Ester Franquesa
Ester Franquesa i Bonet (Badalona, Barcelona, 1961) es una filóloga y política española, actual titular de la Dirección General de Política Lingüística de la Generalidad de Cataluña.

## Biografía
Licenciada en Filología catalana por la Universidad de Barcelona y diplomada en Estudios Avanzados en Comunicación y Humanidades por la Facultad de Comunicación Blanquerna de la Universidad Ramon Llull. Ha sido jefa del servicio de Fomento del uso del catalán de la DGPL del Departamento de Cultura de la Generalidad de Cataluña, directora del área de Lengua del Instituto Ramon Llull (2002-2004), y directora y gerente del Consorcio Centro de Terminología TERMCAT (1997-2002).
Franquesa también ha ejercido de profesora de lengua catalana en organismos como la Escuela de Administración Pública de Cataluña y el Instituto Municipal de Educación del Ayuntamiento de Badalona. En el ámbito de la docencia universitaria, ha impartido cursos de terminología en la Universidad de Barcelona, en la Universidad Pompeu Fabra, en la Universidad Autónoma de Barcelona, en la Universidad de Valencia y en la Universidad de las Islas Baleares. Asimismo ha sido miembro del Grupo Emergente de Investigación en Estrategia y Creatividad Publicitaria de la Facultad de Comunicación Blanquerna y de la Sociedad Catalana de Lengua y Literatura del Instituto de Estudios Catalanes.
Es autora de varias obras en el campo de la lengua y la comunicación, entre las que destacan La terminologia. Un mirall del món (2008), Els llenguatges d'especialitat a les humanitats (1997) y Nou diccionari de neologismes (2001). También ha coordinado con otros autores el Llibre d'estil jurídic y Màrqueting lingüístic i consum. En 2010, recibió el premio de nuevos estudios de sociolingüística Lupa d'Or, de la Sociedad Catalana de Sociolingüística del Institut d'Estudis Catalans, por la obra Doble oficialitat i llengua pròpia: dues llengües i un territori.